# Kvinnoseparatism
För andra betydelser, se separatism.
Kvinnoseparatism eller könsseparatism är en politik och ordning för att skilja mäns och kvinnors livsmiljöer på olika sätt. Bland annat handlar det om att kvinnor själva ska få hantera kvinnofrågor eller ha forum eller evenemang där dessa frågor behandlas utan inblandning av män.

## Feministisk separatism
Förklaringen till denna separatism sägs ibland vara att den könsmaktsordning som delar av feminismen identifierat i samhället inte ska göra sig gällande även i dessa forum. Inom bland annat radikalfeminismen är det vanligt med separatistiska evenemang eller arbetsgrupper, bland annat som ett skydd för kvinnor. Dessa tankegångar är vanliga inom kvinnojoursrörelsen och andra verksamheter där effekterna av manligt våld mot kvinnor hanteras.
Delar av feminismen anser också att transpersoner per definition inte kan undgå det kön de fötts in i. Intresset för kvinnoseparatism ökade i samband med metoo-rörelsens tillväxt i slutet av 2010-talet.

## Olika miljöer
Kvinnoseparatism är en typ av separatism eller segregation, där individer av olika karaktär eller ursprung hålls åtskilda baserat på vissa kriterier. Andra sådana exempel kan vara åtskillnad baserad på hudfärg (jämför apartheid) eller trosuppfattning.
Inom många idrotter anses det naturligt att ha skilda klasser för kvinnor och män; se vidare herridrott och damidrott. Dessa baseras på mäns och kvinnors – på gruppnivå – olika fysiska förutsättningar. Vissa andra idrotter eller sporter, inklusive hästsport och schack, har öppna klasser eller gemensamt deltagande för män och kvinnor. 